# نزيهة (اسم)
نزيهة هو اسم علم مؤنث من أصل عربي، ومعناه العفيفة والبعيدة عن الرذائل ، من النَّزَاهَةُ ، جاء في (المعجم الوسيط): 

## شخصيات تحمل الاسم
- نزيهة الدليمي (سياسية عراقية، 1923 – 9 أكتوبر 2007)
- نزيهة العبيدي (القرن 20 – )
- نزيهة المغربي (القرن 20 – 2 ديسمبر 2001)
- نزيهة بن يدر (امرأة سياسة تونسية، القرن 20 – )
- نزيهة رجيبة (صحفية تونسية، القرن 20 – )
- نزيهة زروق (سياسية من تونس، 12 ديسمبر 1946 – )
- نزيهة سليم (1927 – 15 فبراير 2008)
- نزيهة محيي الدين (ناشطة تركية، 1889 – 10 فبراير 1958)
- نزيهة مزهود (امرأة سياسة تونسية، القرن 20 – )
- نزيهة معاريج

## وصلات خارجية
- موسوعة السلطان قابوس لأسماء العرب